# Santa Maria de la Roure

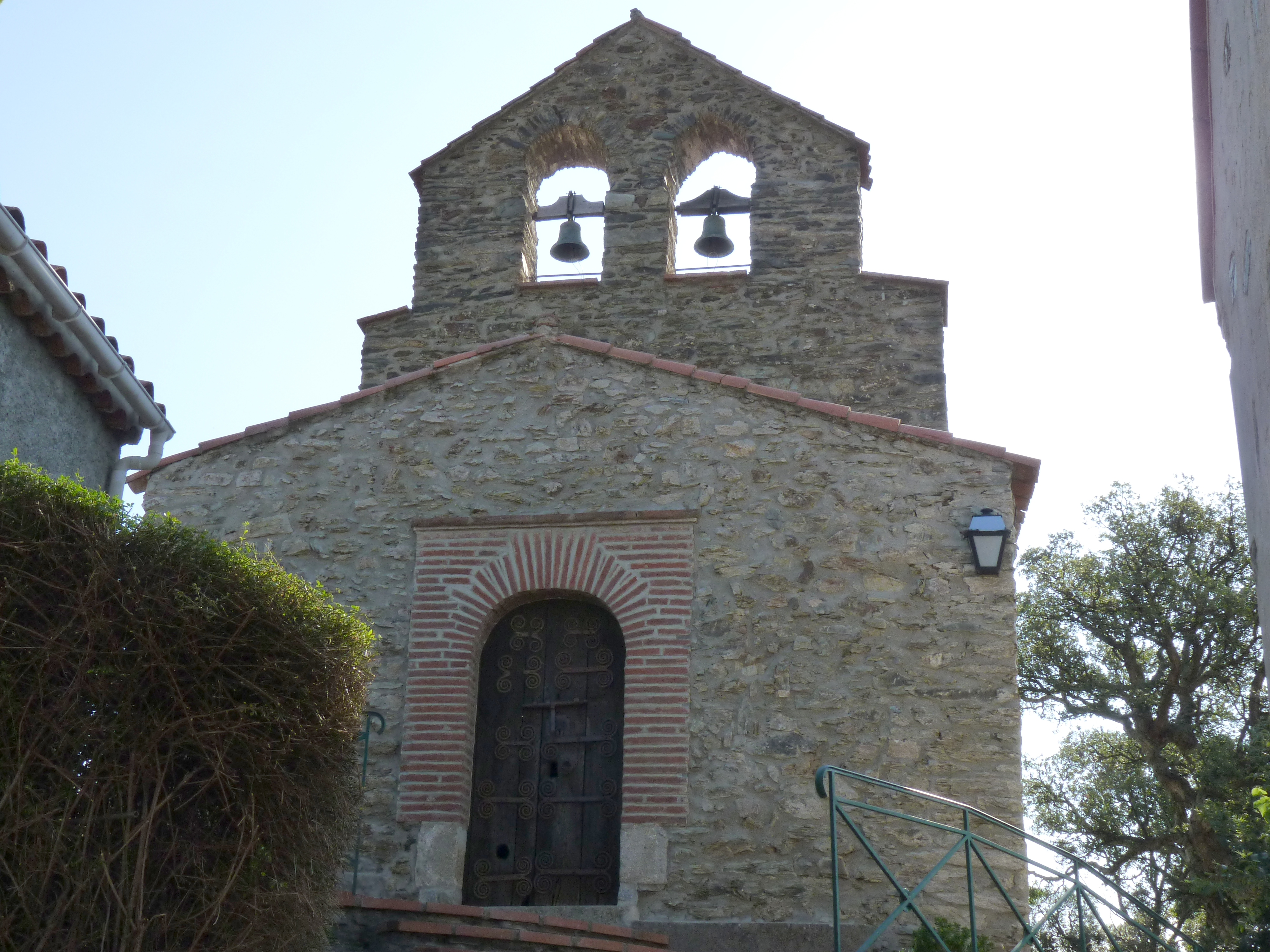
Vista de la portalada de Santa Maria de la Roure

Santa Maria de la Roure és l'actual santuari de la Mare de Déu de la Roure (Notre-Dame de la Roure en francès). Està situat en el terme comunal rossellonès de Tellet, a la comarca del Rosselló (Catalunya del Nord).
És al sector sud-oriental del terme de Tellet, a llevant del Mas Sala i del Puig de la Carretal. L'església corona el petit veïnat que ha pres el nom de l'església.

## Història
El primer esment d'aquesta església és de l'any 1288 (S. Maria de Ruyra). El 1371 torna a ser esmentada: eccl. Sce. Marie de la Ruyra. Aquests dos esments porten a pensar que el nom original del santuari era Santa Maria de la Rovira
El 1381 consta la visita a la capella de Raimon, abat de Vallbona. Amb la decadència de l'abadia, però, el 1578 l'ermita passa a mans dels senyors d'Oms. Es coneixen dos noms de beneficiats de l'ermita: Joachim Balderan, del 1715, i Jean-Laurent d'Aguillon, del 1768, que anteriorment ho havia estat de Sant Joan de Perpinyà.

## Característiques
Obra del segle xii, és una església senzilla, de nau única amb un petit cor. La façana de ponent està coronada per un campanar de paret, amb dues campanes. A l'interior es pot admirar un retaule que, per sort o per desgràcia, tanca l'absis, on es conserven unes pintures murals de gran interès. De fet, l'existència del retaule ha permès de protegir durant molt anys les pintures.

### L'interior

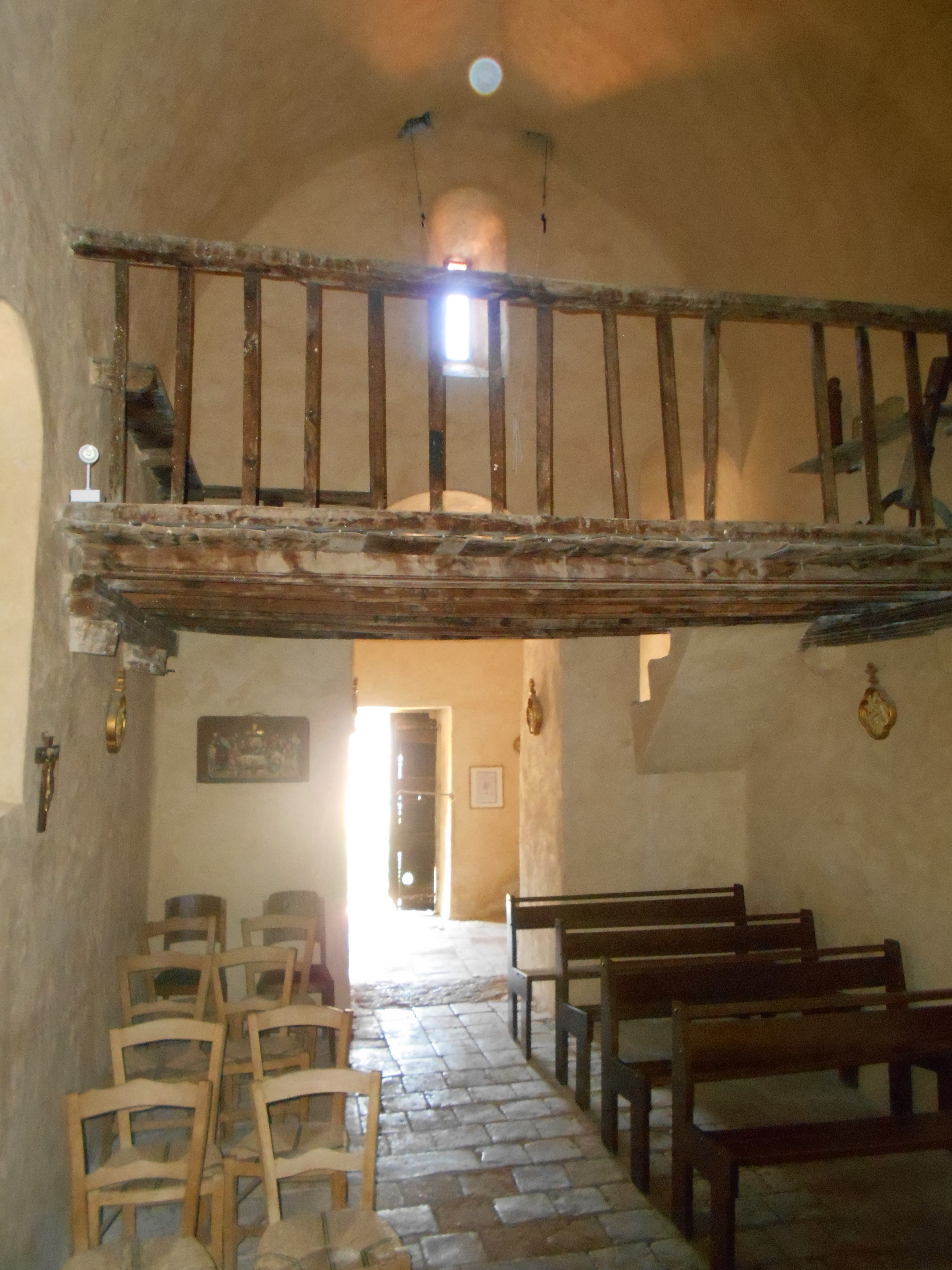
La nau

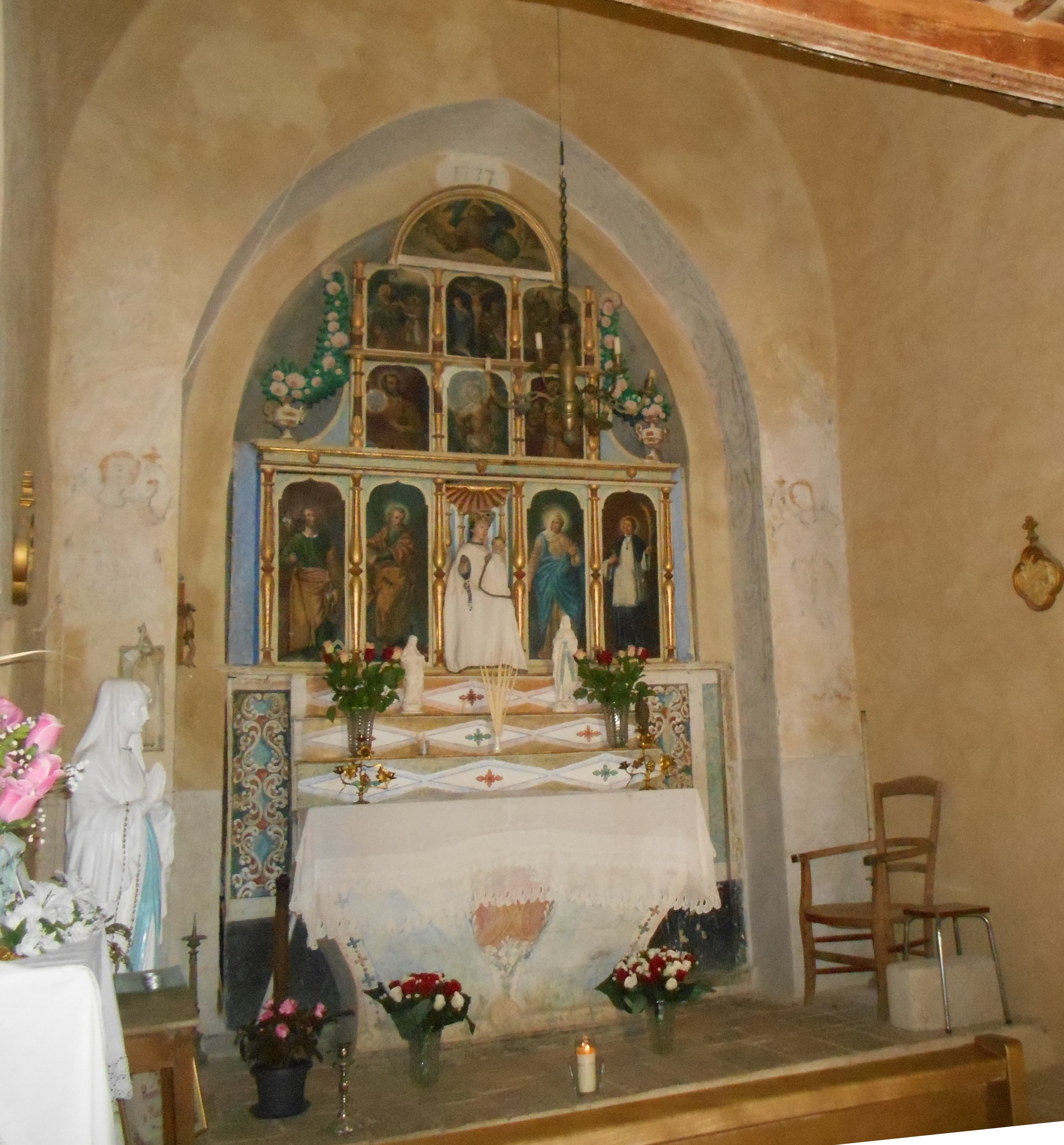
L'absis (rere el retaule hi ha les pintures)

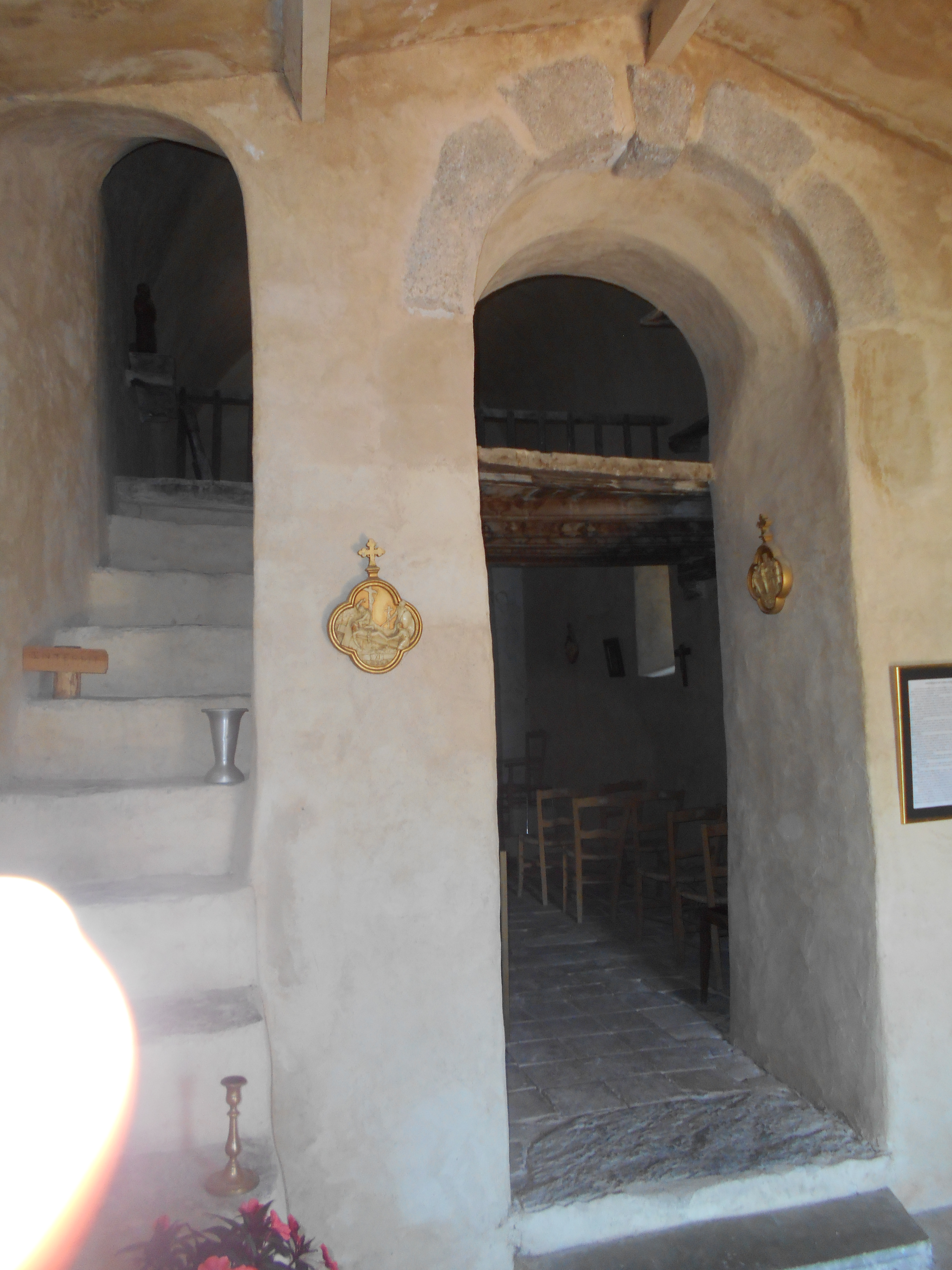
L'atri: porta de l'església i escala del cor

### Les pintures de l'absis
Darrere del retaule de l'absis es conserven unes pintures romàniques de començaments del segle xiii de factura molt primitiva.
| Les pintures murals | Les pintures murals | Les pintures murals |
| ------------------- | ------------------- | ------------------- |
|                     |                     |                     |
|                     | El Pantocràtor      |                     |

|  |  |  |
|  |  |  |

## Llegenda de la marededeu trobada
El lloc hauria esdevingut destinació de pelegrinatge després de la descoberta fortuïta d'una primitiva imatge de la Verge. Segons la llegenda, un bou de can Maspuig que pasturava en un prat (ara Camp de Maria) s'acostava sovint a un roure; el pastoret que en tenia cura s'hi atansà i descobrí en el cim de l'arbre la marededeu. En un indret veí, i a expenses de l'abat de Santa Maria de Vallbona, amo de les terres, s'hauria bastit pels voltants del 1100 un temple per acollir la imatge; la llegenda, en aquest cas, es contradiu amb la cronologia, perquè aquella abadia no fou fundada fins al 1242. L'ermita, en tot cas, hauria estat una de les primeres possessions amb què hom dotà aquell establiment.

## Fotografies

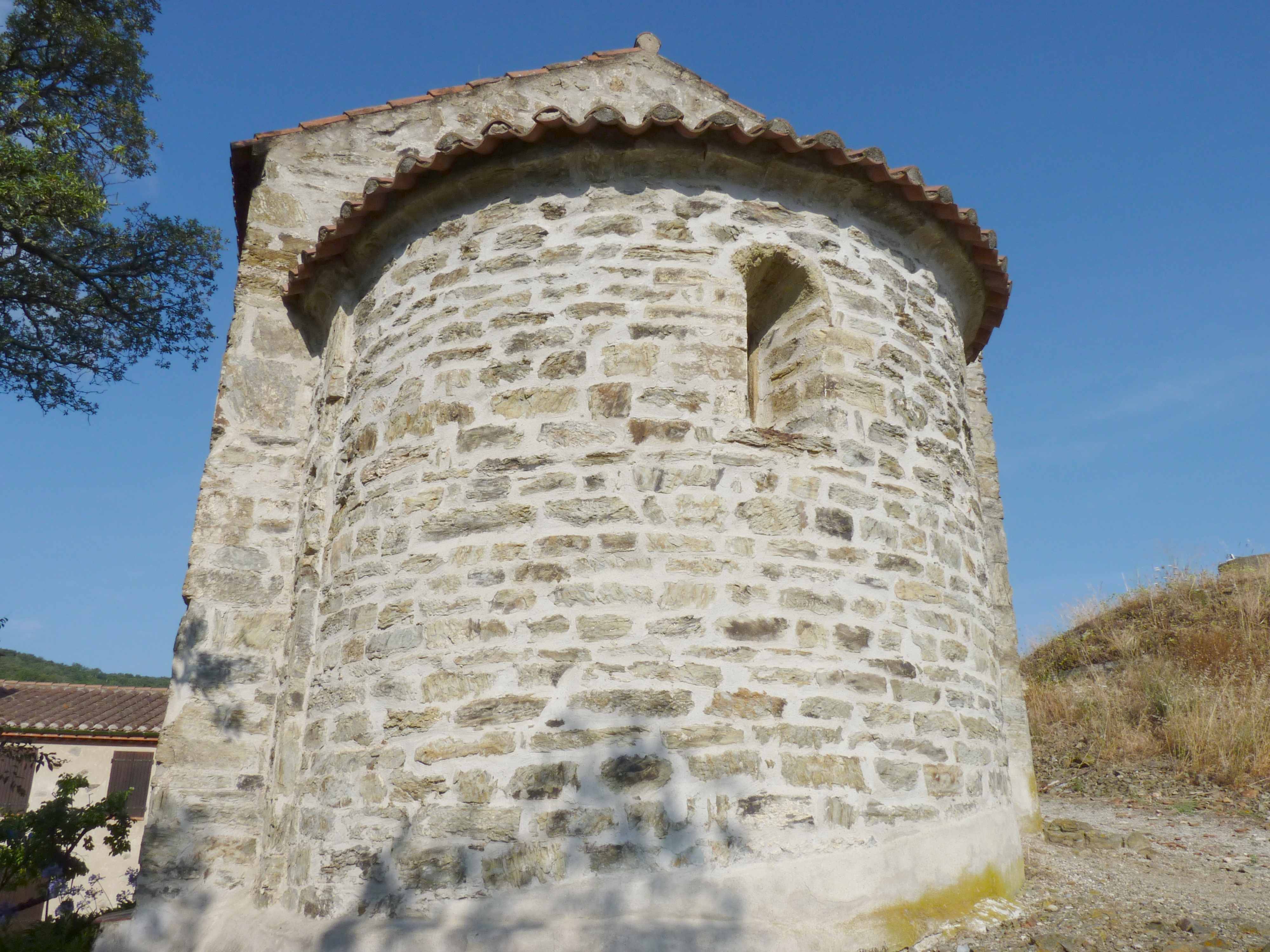
Absis
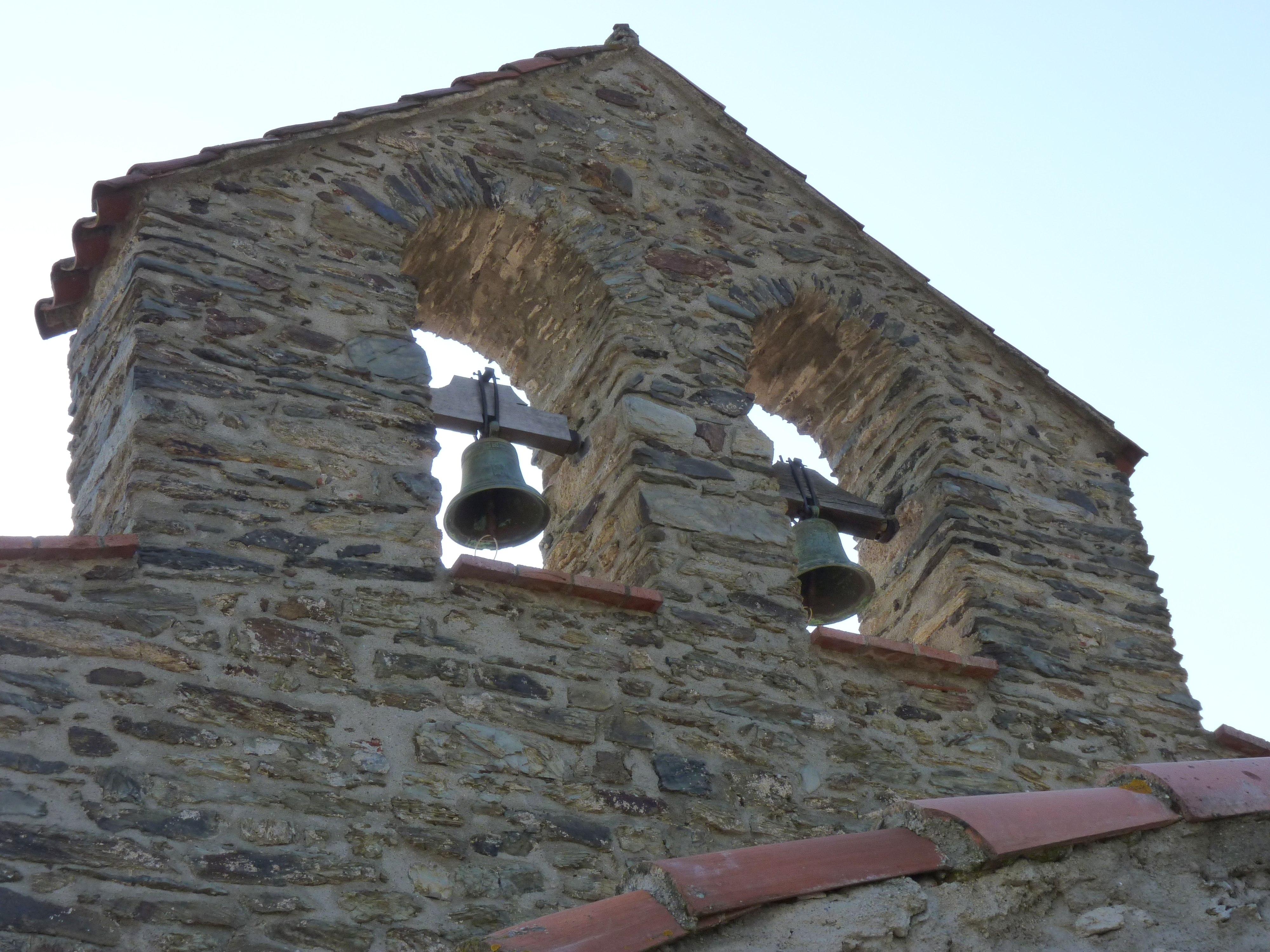
Campanar